# فخب
فخب، شهرکی است است از توابع بخش مرکزی شهرستان رشت در استان گیلان ایران.

## جمعیت
این روستا در دهستان پیربازار قرار دارد و براساس سرشماری مرکز آمار ایران در سال ۱۳۸۵، جمعیت آن ۳۸۵۱ نفر (۱۰۳۹خانوار) بوده‌است.